# Inženjer zvuka
Inženjer zvuka ili audio inženjer (engl. Sound Engineer, Audio Engineer, Recording Engineer, Balance Engineer) tehničko je zanimanje. Pokriva područje tonske tehnike, studijskog i tonskog snimanja, tehnike snimanja (digitalno/analogno), obrade signala, akustike i računarske produkcije.
Tonski snimatelj, mikser zvuka i tehničar za zvučne efekte blisko su povezana zanimanja. Čine deo snimateljskog tima. Svima je zajedničko to što snimaju zvuk za sve vrste televizijskih i radijskih emisija, kao i snimanje tona za film ili snimanje muzičkog materijala.

## Spoljašnje veze
- Audio engineering formulas and calculators
- Audio Engineering Articles, Tutorials and Interviews
- Online tečaj zvučnog inženjeringa Архивирано на веб-сајту  (21. новембар 2008) pod licencom Krijejtiv komons
- Universität der Künste in Berlin Studium zum Tonmeister und Sound Engineer
- Institut für Elektronische Musik und Akustik KU Graz